# Lac-Vacher (Québec)
Lac-Vacher szervezetlen terület Caniapiscau Regionális Megyei Község területén, Côte-Nord régión belül, Québec tartományban. A területen állandó lakosság nem él.
Nevét a területén található Vacher-tóról kapta. Francia eredetű előtagja a Lac, tavat jelent.
Bár lakatlan, ugyanakkor a Kawawachikamachi Naskapi Rezervátum területén belül található, mint enklávé.
Népessége 1991-ben 0 fő volt, 2001-ben 0 fő volt, 2011-ben 0 fő volt.

## Fordítás
Ez a szócikk részben vagy egészben  a   Lac-Vacher, Quebec című angol Wikipédia-szócikk ezen változatának fordításán alapul.  Az eredeti cikk szerkesztőit annak laptörténete sorolja fel. Ez a jelzés csupán a megfogalmazás eredetét és a szerzői jogokat jelzi, nem szolgál a cikkben szereplő információk forrásmegjelöléseként.